# Blakea monticola
Blakea monticola är en tvåhjärtbladig växtart som beskrevs av John Robert Johnston. Blakea monticola ingår i släktet Blakea och familjen Melastomataceae. Inga underarter finns listade i Catalogue of Life.